# Centro Iqueño
Club Centro Iqueño – peruwiański klub z siedzibą w mieście Lima.

## Osiągnięcia

### Krajowe
- Primera División

| zwycięstwo (1):     | 1957 |
| drugie miejsce (0): | –    |

## Historia
Klub Centro Iqueño założony został 12 października 1935 roku przy ulicy Monzón – założycielami byli Fernando Nieri, Víctor Picasso, Alfredo Malatesta, Juan de Dios Mere, Amador Illescas, Rolando Chevazco oraz Emilio Quintana.
Od chwili swego założenia klub wychował wielu wybitnych piłkarzy, wśród których byli tacy reprezentanci kraju jak Roberto „Tito” Drago, Guillermo Delgado, Adolfo Donayre czy Julio Meléndez. W finałach mistrzostw świata w 1970 roku indywidualną klasę zademonstrowali dwaj wychowankowie Centro Iqueño: Roberto Challe i Ramón Mifflin.
Do pierwszej ligi Centro Iqueño awansował w 1941 roku, zajmując w swym debiutanckim sezonie w 1942 roku 8. miejsce. Po kilku słabych sezonach w 1946 roku klub zajął ostatnie miejsce i spadł do drugiej ligi. W 1948 roku klub zdobył mistrzostwo drugiej ligi i wrócił do pierwszej ligi.
Grając w pierwszej lidze klub 7-krotnie został mistrzem otwarcia (czyli zwycięzcą pierwszej części sezonu). W 1957 roku klub sięgnął po swój największy sukces – zdobył mistrzostwo Peru po wygraniu 2:1 5 stycznia 1958 roku decydującego meczu z Universitario Lima (bramki zdobyli dla klubu w 29 i 40 minucie Montenegro i Palomino). Trenerem zwycięskiej drużyny był Roberto Scarone, który 3 lata później został trenerem urugwajskiego klubu CA Peñarol. Wielki sukces osiągnęła jedenastka w składzie: Cárpena, Allen, Donayre, Castro, Arce, Del Valle (kapitan), Montenegro, Palomino, Olaechea, Linazza, Quiñonez. Znaczący udział w sukcesie miał także grający często w sezonie 1957 Alfredo Huaranga Daga.
Ponieważ Centro Iqueño szczególnie często potrafił wygrywać z klubem Alianza Lima, zyskał sobie przydomek La sombra blanca de Alianza Lima.
W 1960 roku piłkarz klubu Fernando Olaechea został królem strzelców pierwszej ligi.
W 1969 roku klub Centro Iqueño zajął 13, przedostatnie miejsce i spadł bezpowrotnie z pierwszej ligi.
Ostatni raz w drugiej lidze klub grał w 1993 roku.